# Ėduard Dubinskij
Ėduard Isaakovič Dubinskij (in russo Эдуард Исаакович Дубинский?, in ucraino Едуард Ісаакович Дубинський?, Eduard Isaakovyč Dubyns'kyj; Charkiv, 6 aprile 1935 – Mosca, 11 maggio 1969) è stato un calciatore sovietico, di ruolo difensore.

## Carriera

### Club
Durante la sua carriera ha giocato principalmente nel CSKA Mosca, con cui conta 112 presenze e 3 reti.
Nel 1962 si lesiona una gamba che lo porta al sarcoma, causa della morte del calciatore sette anni dopo nel 1969.

### Nazionale
Con la Nazionale sovietica conta 12 presenze.